# Parabrimus ruficornis
Parabrimus ruficornis là một loài bọ cánh cứng trong họ Cerambycidae.